# Novo Selo (Ǵorče Petrov)
Pour les articles homonymes, voir Novo Selo.
Novo Selo (en macédonien Ново Село) est un grand village situé à Ǵorče Petrov, une des dix municipalités spéciales qui constituent la ville de Skopje, capitale de la Macédoine du Nord. Le village comptait 8343 habitants en 2002. Il se trouve au nord du quartier de Guiortché Pétrov, un faubourg de Skopje auquel il est presque collé. En macédonien, Novo Selo signifie « nouveau village ».

## Démographie
Lors du recensement de 2002, la municipalité comptait :
- Macédoniens : 7 082
- Roms : 869
- Serbes : 274
- Turcs : 26
- Albanais : 14
- Valaques : 14
- Bosniaques : 5
- Autres : 68